# Hanna Ahrens (Schriftstellerin)
Hanna Ahrens (* 6. September 1938 in Heiligenhafen; † 5. November 2024 in Hamburg) war eine deutsche, evangelische Pastorin und Schriftstellerin.

## Leben
Hanna Ahrens studierte Germanistik, Philosophie und Evangelische Theologie in Kiel, Zürich, Neuchâtel, Tübingen und Göttingen. Während ihres Studiums lernte sie 1963 ihren zukünftigen Mann kennen, mit dem sie nach ihrem Vikariat in Lübeck ab 1971 sieben Jahre lang im Dorf Bongu an der Astrolabe Bay und Goroka, Papua-Neuguinea in den Bereichen Frauen- und Gemeinwesen, Krankenhaus- und Gefängnisseelsorge arbeitete. Nach Einführung der Frauenordination wurde sie 1975 nachträglich zur Pastorin ordiniert. 
Nach ihrer Rückkehr nach Hamburg veröffentlichte sie über 40 Bücher. Ihre Alltagsgeschichten handeln von Glück und Zuversicht. Die verkauften Werke erzielten bis 2007 allein in Deutschland eine Auflage von über 750.000 Exemplare.
Ahrens war Referentin bei Frühstückstreffen für Frauen, Landfrauen- und Gemeindeveranstaltungen. Über zwanzig Jahre lang begleitete sie Kreuzfahrten als Schiffspastorin. Sie war ab 1965 mit Theodor Ahrens, Professor für Missionswissenschaft, verheiratet. Das Paar hat vier Kinder und wohnte zuletzt in Hamburg-Schnelsen.

## Veröffentlichungen
- Jesus – mein Bruder. Frauen aus Papua-Neuguinea erzählen, Breklumer Verlag, Breklum 1978, ISBN 978-3-7793-0707-5.
- Schwerer Stein oder Süßkartoffel. Erfahrungen in einer melanesischen Kirche, Breklumer Verlag, Breklum 1980, ISBN 978-3-7793-0711-2.
- Schenk mir einen Regenbogen, Brunnen Verlag, Gießen 1982, ISBN 978-3-7655-2678-7.
- Feste, die vom Himmel fallen, Brunnen Verlag, Gießen 1983, ISBN 978-3-7655-2690-9.
- Worte, die den Tag verändern, Brunnen Verlag, Gießen 1984, ISBN 978-3-7655-2512-4.
- Der kleine Stern. Ein Weihnachtsmärchen für Erwachsene, Brunnen Verlag, Gießen 1986, ISBN 978-3-7655-5715-6; 2. Aufl. 1987 u.d.T. Der kleine Stern von Bethlehem, ISBN 978-3-7655-5715-6.
- Die kleinen Hindernisse, Brunnen Verlag, Gießen 1987, ISBN 978-3-7655-2533-9.
- Der Esel und der Apfelbaum, Brunnen Verlag, Gießen 1987, ISBN 978-3-7655-5646-3.
- Ein Gefühl von Freiheit und Glück, Brunnen Verlag, Gießen 1988, ISBN 978-3-7655-5715-6.
- Das Herz hergeben. Oder: wie Leben gelingen kann, Brunnen Verlag, Gießen 1988, ISBN 978-3-7655-2365-6.
- Und manchmal liegt im Abschied ein Geschenk, Brunnen Verlag, Gießen 1989, ISBN 978-3-7655-2569-8.
- Jeder Tag ist ein Geschenk, Brunnen Verlag, Gießen 1989, ISBN 978-3-7655-5345-5.
- Segen ist mehr als Glück, Brunnen Verlag, Gießen 1989, ISBN 978-3-7655-5346-2.
- Gottes Liebe ist wie die Sonne, Brunnen Verlag, Gießen 1989, ISBN 978-3-7655-5347-9.
- Alles, was ich zum Leben brauche, Brunnen Verlag, Gießen 1989, ISBN 978-3-7655-5348-6.
- Augenblicke des Glücks, Brunnen Verlag, Gießen 1990, ISBN 978-3-7655-2595-7.
- Guten Morgen, Frau Pfarrer. Ein Traumschiff und seine Menschen, Brunnen Verlag, Gießen 1991, ISBN 978-3-7655-1506-4.
- Ein unaussprechlicher Zauber, Brunnen Verlag, Gießen 1992, ISBN 978-3-7655-5145-1.
- Ich möchte über meinen Schatten springen, Brunnen Verlag, Gießen 1993, ISBN 978-3-7655-1548-4.
- Ein Tag hat viele Gesichter, Brunnen Verlag, Gießen 1994, ISBN 978-3-7655-6355-3.
- So ist das Leben – und manchmal ist es auch ganz anders, Brunnen Verlag, Gießen 1995, ISBN 978-3-7655-1585-9.
- Glanz vom Himmel. Ein Weihnachtsgruss, Brunnen Verlag, Gießen 1996, ISBN 978-3-7655-5106-2.
- Das Leben leise wieder lernen. Nach Krisen, Trennung und Verlust, Brunnen Verlag, Gießen 1996, ISBN 978-3-7655-1604-7.
- Auf Reisen ist der Mensch ein anderer. Geschichten von unterwegs, Brunnen Verlag, Gießen 1997, ISBN 978-3-7655-3971-8.
- Mut des Herzens, Brunnen Verlag, Gießen 1997, ISBN 978-3-7655-5109-3.
- Der Geschmack des Himmels. Geschichten zum Luftholen und Aufatmen, Brunnen Verlag, Gießen 2000, ISBN 978-3-7655-3643-4.
- Atempausen. Zeit für mich (Lesebuch in großer Schrift), Brunnen Verlag, Gießen 2000, ISBN 978-3-7655-3857-5.
- Deine Hand hält mich (Gebete und Gedanken in großer Schrift), Brunnen Verlag, Gießen 2000, ISBN 978-3-7655-6144-3.
- Nachmittagsglück und andere Geschichten, Brunnen Verlag, Gießen 2001, ISBN 978-3-7655-1673-3.
- Und dann beginnt etwas Neues, Brunnen Verlag, Gießen 2002, ISBN 978-3-7655-1800-3.
- Aus Liebe zum Leben, Brunnen Verlag, Gießen 2004, ISBN 978-3-7655-1861-4.
- Zum Glück kommt manchmal was dazwischen. Eine Auswahl der schönsten Kurzgeschichten, Brunnen Verlag, Gießen 2004, ISBN 978-3-7655-3776-9.
- Unterwegs zur Weihnachtsfreude, Brunnen Verlag, Gießen 2005, ISBN 978-3-7655-3850-6.
- Weihnachten. Der Himmel auf Erden, Brunnen Verlag, Gießen 2007, ISBN 978-3-7655-3987-9.
- So möchte ich älter werden, Brunnen Verlag, Gießen 2007, ISBN 978-3-7655-1963-5.
- Größer als unser Herz. Geschichten von Himmel und Erde, Brunnen Verlag, Gießen 2009, ISBN 978-3-7655-1710-5.
- Dem Stern folgen, Brunnen Verlag, Gießen 2011, ISBN 978-3-7655-4128-5.
- Liebe Launen, Brunnen Verlag, Gießen 2012, ISBN 978-3-7655-4170-4.
- Geschichten für glückliche Tage, Brunnen Verlag, Gießen 2015, ISBN 978-3-7655-0923-0.
- Schenk mir einen Regenbogen: Sammelband (Limitierte Jubiläumsedition), Brunnen Verlag, Gießen 2018, ISBN 978-3-7655-0671-0.

als Mitautor
- Ein Zeichen des Himmels. In: Christoph Morgner (Hrsg.): Nehmt einander an, wie Christus euch angenommen hat zu Gottes Lob. Das Lesebuch zur Jahreslosung 2015, Brunnen-Verlag, Gießen 2014, ISBN 978-3-7655-4239-8.

als Herausgeber
- Hoffnungszeichen, Aussaat Verlag, Neukirchen-Vluyn 2000, ISBN 978-3-7615-5136-3.

Aufsätze
- Die Frau des Missionars. In: Horst Bürkle (Hrsg.): Theologische Beiträge aus Papua Neuguinea, Erlangen 1978, S. 323–345.